# Gentiana robusta
Gentiana robusta är en gentianaväxtart som beskrevs av George King och Joseph Dalton Hooker. Gentiana robusta ingår i släktet gentianor, och familjen gentianaväxter. Inga underarter finns listade i Catalogue of Life.